# 양해
양해 (諒解, 독일어: Einverständnis)는 형법 상의 개념들 중 하나로, 피해자의 동의가 범죄의 구성 요건의 정당성, 즉 "구성요건해당성"을 구성하는 경우를 말한다. 즉 문제가 된 행위가 피해자의 의사와 어긋나지 않는다면 범죄가 성립하지 않게 됨을 가리킨다. 범죄의 불법 상황은 피해자의 의사와는 반하는 때에만 실현이 가능하기 때문이다. 개인의 자유, 재산, 사생활의 평온에 해를 끼치는 죄가 양해의 대상이 된다.